# Ждань
Ждань — село у Зарічненській селищній громаді Вараського району Рівненської області України. У селі діє школа І ступеня.

## Опис
Населення станом на 1 січня 2007 року становило 189 осіб[джерело?].
За переписом населення 2001 року в селі мешкала 181 особа.

### Мова
Розподіл населення за рідною мовою за даними перепису 2001 року:
| Мова       | Відсоток |
| ---------- | -------- |
| українська | 99,45 %  |
| молдовська | 0,55 %   |